# MEAF6
MEAF6‏ (MYST/Esa1 associated factor 6) هوَ بروتين يُشَفر بواسطة جين MEAF6 في الإنسان.